# أنطونيو تيكسيرا
أنطونيو تيكسيرا (بالبرتغالية: António Teixeira‏) هو ملحن برتغالي، ولد في 14 مايو 1707 في لشبونة في البرتغال، وتوفي بنفس المكان في 1769.

## وصلات خارجية
- أنطونيو تيكسيرا على موقع IMDb (الإنجليزية)
- أنطونيو تيكسيرا على موقع ميوزك برينز (الإنجليزية)
- أنطونيو تيكسيرا على موقع ديسكوغز (الإنجليزية)